# O'Neil Bell
O'Neil "Give 'em Hell" Bell (Jamaica, 29 de diciembre de 1974-Atlanta, Georgia, 25 de noviembre de 2015) fue un boxeador jamaicano campeón del mundo del peso crucero para la Asociación Mundial de Boxeo y el Consejo Mundial de Boxeo.  

## Carrera deportiva
Casi nada más debutar como profesional, en su segundo combate, perdió ante la estrella amateur de Argelia, M. Benguesima. Sin embargo, acumuló una racha de 11 combates consecutivos ganando para tener una oportunidad por el título NBA de los pesos crucero ante Michael Rush al que ganó por nocaut en cinco asaltos. Su siguiente combate fue por el título vacante de la NABF del peso crucero ante James Walton, al que también ganó por nocaut, en 10 asaltos.
Después de cinco defensas de su título satisfactorias, peleó por el título vacante de la Federación Internacional de Boxeo ante Dale Brown al que ganó por decisión unánime en doce asaltos. El 26 de agosto de 2005 defendió su título ante Sebastiaan Rothmann al que ganó por nocaut en el undécimo asalto en el Seminole Hard Rock Hotel y Casino de Hollywood, Florida.
Con el título IBF en su poder se enfrentó a Jean Marc Mormeck por la unificación de los títulos crucero ya que Mormeck poseía los títulos del Consejo Mundial de Boxeo y el título de la Asociación Mundial de Boxeo. El 7 de enero de 2006 tuvo lugar el combate de unificación que ganó Bell por nocaut en el décimo asalto cuando los jueces daban 87-84, 85-86 y 86-84.
Un año y dos meses más tarde tuvo lugar la revancha aunque en esta ocasión ya no poseía el título de la Federación Internacional. El combate fue duro y finalmente perdió por decisión unánime en doce asaltos. Al año siguiente disputó una pelea eliminatoria por el título mundial de la Federación pero perdió ante el polaco Tomasz Adamek por nocaut técnico en el octavo asalto.

## Fallecimiento
El campeón de boxeo murió en la mañana del miércoles 25 de noviembre según informó el sargento Warren Pickard de la policía de Atlanta. Pickard afirmó que a Bell y a otra persona les dispararon al bajar de un autobús antes de que dos sospechosos les robaran. Bell fue declarado oficialmente muerto en el lugar del crimen. Pickard agregó que la segunda víctima no fue identificada y recibió un disparo en la cadera, tras lo cual fue derivada al hospital. La policía de Atlanta afirmó que la investigación está en curso.